# Istótxne (Krasnoperekopsk)
|  | Per a altres significats, vegeu «Istótxnoie». |

Istótxne (en (ucraïnès): Істочне) és un poble de la República Autònoma de Crimea a Ucraïna, que el 2014 tenia 723 habitants. Pertany al districte rural de Krasnoperekopsk.